# 欢乐的杨柳镇
《欢乐的杨柳镇》（日语：楽しいウイロータウン）是由小華和ためお導演，在1993年播出的日本電視動畫作品。改編自英國著名兒童文學作品《柳林風聲》。於1993年10月7日至1994年3月31日在東京電視台播放，全26話。

## 製作人員
- 原作 - 肯尼思·格拉姆
- 製作人 - 小林教子 → 松迫由香子（東京電視台）、北澤洋子（Enoki film）、藤井正和（LIBERTY SHIP）
- 企画 - 榎善教（Enoki film）
- 總監督 - 小華和ためお
- 系列構成 - 小山高生
- 人物設計 - 岡田敏靖
- 美術監督 - 宮前光春、脇威志
- 美術設定 - 中村光毅
- 攝影監督 - 神山茂雄（E&G Films）
- 音樂 - 手塚理
- 音樂制作協力 - 東京電視台音樂
- 音響監督 - 藤野貞義
- 音響制作 - E&M Planning Center
- 錄音室 - Tact Studio
- 混音 - 佐藤千明
- 顯像 - 東京現像所
- 制作管理 - 上野褄己
- 商業合作 - Caroline Briey
- 監製 - 榎善教
- 制作 - 今西和人
- 制作協力 - 大日本印刷（DNP）
- 動畫製作 - E&G FILMS
- 製作 - 東京電視台、SofTX、Enoki film

## 主題曲
片頭曲：
作詞 - 松井美保 / 作曲・編曲 - 手塚理 / 歌 - 奥井雅美
片尾曲：「リバプールへおいで」
作詞 - 白峰美津子 / 作曲・編曲 - 手塚理 / 歌 - 奥井雅美
唱片 - 國王唱片（SCD編號 - KIDA70 / 原聲帶編號 - KICA176）

## 各話列表
| 集數 | 播放日期       | 日文標題 | 中文標題          | 脚本              | 分鏡         | 演出         | 作畫監督       |
| ---- | -------------- | -------- | ----------------- | ----------------- | ------------ | ------------ | -------------- |
| 1    | 1993年 10月7日 |          | 三匹!邁向冒險旅途 | 小山高生          | 小華和ためお | 佐藤真人     | 岡田敏靖       |
| 2    | 10月14日       |          | 瓜哥的大逃脫!     | 小山高生          | 棚橋一徳     | 棚橋一徳     | まつざきはじめ |
| 3    | 10月21日       |          | 奪回!蟾蜍宮殿!    | 小山高生          | 香川豊       | 佐藤真人     | 菊池城二       |
| 4    | 10月28日       |          | 飛上天空的阿寶    | 三井秀樹          | 新田義方     | 新田義方     | 山崎隆生       |
| 5    | 11月4日        |          | 大怪獸壓路機      | 高橋義昌          | 山吉康夫     | 山吉康夫     | 小曽根孝男     |
| 6    | 11月11日       |          | 誠心誠意的玫瑰花  | 影山由美          | 細谷秋夫     | 大町繁       | 小林勝利       |
| 7    | 11月18日       |          | 海上冒險          | 影山由美          | 香川豊       | 棚橋一徳     | 吉崎誠         |
| 8    | 11月25日       |          | 小狗與阿友        | 町田知之          | 小華和ためお | 佐藤真人     | まつざきはじめ |
| 9    | 12月2日        |          | 瓜哥是名偵探      | 清水定彦 小山高生 | 細谷秋夫     | 松園公       | 菊池城二       |
| 10   | 12月9日        |          | 迷照相員瓜哥      | 高橋義昌          | 新田義方     | 新田義方     | 山崎隆生       |
| 11   | 12月16日       |          | 任性的肚子時鐘    | 山下久仁明        | 山吉康夫     | 山吉康夫     | 小曽根孝男     |
| 12   | 12月23日       |          | 瓜哥尋寶          | 山田健一 小山高生 | 棚橋一徳     | 大町繁       | 小林勝利       |
| 13   | 12月30日       |          | 小小冒險者        | 三井秀樹          | 則座誠       | 則座誠       | 小林一三       |
| 14   | 1994年 1月6日  |          | 小心都市的貓      | 山下久仁明        | 佐藤真人     | 佐藤真人     | 河村明夫       |
| 15   | 1月13日        |          | 隧道開通          | 高橋義昌          | 香川豊       | 山崎茂       | 朝倉隆         |
| 16   | 1月20日        |          | 小老鼠報到        | 山田健一          | 小華和ためお | 松園公       | 菊池城二       |
| 17   | 1月27日        |          | 庫勒亞姆河大洪水  | 高橋義昌          | 福島一三     | 福島一三     | まつざきはじめ |
| 18   | 2月3日         |          | 友情真可貴        | 影山由美          | 新田義方     | 新田義方     | 山崎隆生       |
| 19   | 2月10日        |          | 回來吧!奎高       | 久保田雅史        | 井硲清高     | 井硲清高     | 小曽根孝男     |
| 20   | 2月17日        |          | 維瑟是親友        | 山下久仁明        | 香川豊       | 香川豊       | 仲野一弘       |
| 21   | 2月24日        |          | 神奇的魔法        | 花田十輝          | 細谷秋夫     | 山崎茂       | 上條修         |
| 22   | 3月3日         |          | 恐龍!賓果賓果!    | 高橋義昌          | 大町繁       | 大町繁       | 小林勝利       |
| 23   | 3月10日        |          | 恐怖的一夜        | 高山治郎          | 棚橋一徳     | 棚橋一徳     | 朝倉隆         |
| 24   | 3月17日        |          | 誕生的秘密        | 細井能道          | 高村彰       | 松園公       | 菊池城二       |
| 25   | 3月24日        |          | 大作戰            | 高山治郎          | 則座誠       | 則座誠       | まつざきはじめ |
| 26   | 3月31日        |          | 春天快來了        | 山下久仁明        | 小華和ためお | 小華和ためお | 小林一三       |

## 播放電視台
| 播放地區       | 播放電視台   | 系列           | 播放時間             | 備註         |
| -------------- | ------------ | -------------- | -------------------- | ------------ |
| 關東廣域圈     | 東京電視台   | 東京電視台系列 | 星期四 18:30 - 19:00 | 製作電視台   |
| 北海道         | TV北海道     | 東京電視台系列 | 星期四 18:30 - 19:00 | 同時網上播放 |
| 愛知縣         | 愛知電視台   | 東京電視台系列 | 星期五 07:35 - 08:05 | 延遲8日      |
| 大阪府         | 大阪電視台   | 東京電視台系列 | 星期四 18:30 - 19:00 | 同時網上播放 |
| 岡山縣、香川県 | 瀨戶內電視台 | 東京電視台系列 | 星期四 18:30 - 19:00 | 同時網上播放 |
| 福岡縣         | TXN九州      | 東京電視台系列 | 星期四 18:30 - 19:00 | 同時網上播放 |
| 岩手縣         | 岩手電視台   | 日本電視台系列 | 星期日 05:30 - 06:00 |              |
| 岐阜縣         | 岐阜放送     | 独立UHF局      | 星期四 18:30 - 19:00 | 同時網上播放 |
| 三重縣         | 三重電視台   | 独立UHF局      | 星期一 16:30 - 17:00 |              |
| 滋賀縣         | 琵琶湖放送   | 独立UHF局      | 星期三 16:30 - 17:00 |              |
| 奈良縣         | 奈良電視台   | 独立UHF局      | 星期六 19:00 - 19:30 |              |
| 和歌山縣       | 和歌山電視台 | 独立UHF局      | 星期二 18:30 - 19:00 |              |

## 外部連結
- Tanoshii Willow Town （页面存档备份，存于） on myanimelist.net
- 欢乐的杨柳镇 （页面存档备份，存于） bilibili.com